# Jalo Aura
Jalo Aura (né Gröndahl le 20 août 1886 à Kotka et mort le 17 avril 1947 à Helsinki) est un homme politique finlandais,. 

## Biographie
Jalo Aura est un acteur du mouvement coopératif finlandais, un homme politique social-démocrate et directeur général de la Confédération des coopératives de consommateurs (KK) de 1926 à 1947.
Il est aussi membre du conseil d'administration en 1921-1922 et 1924 du groupe de presse Eteenpäin, basé dans la vallée de la Kymi.
Jalo Aura est vice-ministre du Bien-être des gouvernements Paasikivi II (17.11.1944 - 17.4.1945), Urho Castrén (21.9.1944 - 17.11.1944),  Hackzell (8.8.1944 - 21.9.1944)	 et Linkomies (5.3.1943 - 8.8.1944).

## Reconnaissance
- Ordre de la Rose blanche, 1944